# Пяхні
Пяхні (ест. Pähni) — село в Естонії, входить до складу волості Варсту, повіту Вирумаа.
За даними перепису 2011 року в селі проживало 14 осіб, за національністю — усі естонці.